# Phaeanthus villosus
Phaeanthus villosus är en kirimojaväxtart som beskrevs av Elmer Drew Merrill. Phaeanthus villosus ingår i släktet Phaeanthus och familjen kirimojaväxter. Inga underarter finns listade i Catalogue of Life.